# 庫科維奇
51°27′37″N 32°14′31″E / 51.46028°N 32.24194°E
庫科維奇（烏克蘭語：Куковичі），是烏克蘭北部的村莊，隸屬切爾尼希夫州的科留基夫卡區。該村始建於1690年，面積3.12平方公里，海拔高度116米，2001年人口1,380，人口密度每平方公里325.3人。